# Rachael Baptist
 (mars 2020).
Pour l’article homonyme, voir Baptist.
Rachael Baptist (fl. 1750-1775) est une chanteuse irlandaise,. 

## La vie
Rachael Baptist est née en Irlande au cours du deuxième quart du XVIIIe siècle, mais on ne sait rien d'autre de sa jeunesse. Elle fait partie des 1 000 à 3 000 Noirs qui vivent dans le pays à l'époque. Sa première apparition sur scène a eu lieu à Dublin en février 1750, lors d'un concert de bienfaisance pour Bernardo Palma, son professeur de chant italien. De 1750 à 1753, Baptist se produit régulièrement à Dublin souvent au Marlborough Green Gardens. L'écrivain John O'Keeffe la voit jouer alors qu'elle n'est qu'une enfant et décrit son apparition sur scène : « Elle est toujours apparue dans l'orchestre dans une robe de soie jaune, et a été entendue par la compagnie applaudissant avec grand plaisir, sans la moindre remarque sur sa peau noire. » Sa dernière performance à Dublin a lieu en juillet 1756 ; elle chante en l'honneur du général William Blakeney dans le cadre du Hibernia's triumph de Niccolo Pasquali. 
De 1757 à 1767, elle est en Angleterre selon ses propres dires et se produit à Londres et à Bath, mais il n'y a aucune mention d'elle dans les affiches des ouvrages de référence sur la scène de Londres à cette époque. Il est possible que ce soit Baptist qui joue le rôle de Polly Peachum dans The beggar's opera et plus tard le rôle de Juliette dans Roméo et Juliette de Shakespeare dans le Lancashire. Au printemps et à l'été 1758, elle se produit dans les jardins de Ranelagh à Liverpool avec des journaux locaux déclarant que « Miss Baptist, la célèbre chanteuse des jardins de Dublin ». Elle réapparaît à Liverpool en avril 1767 sous son nom de femme mariée, Mme Crow. 
Sur la base de son nom d'épouse, Baptist se marie entre l'été 1758 et le printemps 1767, avec des détails précis inconnus. M. Crow est un musicien et enseigne le violon et la guitare, il travaille également comme restaurateur de peintures à l'huile. Son prénom, sa nationalité ou son origine ethnique sont inconnus. Jouant maintenant sous le nom de Mme Crow, le couple retourne en Irlande à la fin de 1767, où elle se produit lors d'un concert au Tholsel Assembly Room à Kilkenny, début décembre. De là, elle se produit à nouveau à Kilkenny, Clonmel et Durrow. Un poème en son honneur dans le Finnish Leinster Journal est publié après le succès de son premier concert à Kilkenny. Elle est saluée aux côtés de Thomas Ryder et Giusto Fernando Tenducci comme transformant Kilkenny en « Capoue ou ville de plaisir ». 
Dans les années qui suivirent, le couple s'installe dans une ville irlandaise de province pendant l'hiver, et annonce des concerts et des bals avec Mme Crow, et des cours de musique par son mari. De 1768 à 1769, ils vivent à Limerick. À l'été 1770, ils sont à Bandon et à Cork. On ne sait pas où ils vivent pendant l'hiver 1771-1772, mais ils sont à Belfast en octobre 1772. Là, ils commencent leur série d'événements la plus importante, avec des concerts et des bals une fois par mois dans la salle de réunion tout au long de l'hiver. Ils se produisent également lors de concerts à Carrickfergus, Downpatrick et Lisburn. Leur dernier concert a lieu le 30 avril 1773 à Belfast. Le répertoire de Baptist est typique de l'époque, chantant des airs irlandais et écossais populaires, avec des airs de Thomas Arne et Georg Friedrich Haendel. 
Il n'y a aucune trace de Baptist ou de son mari après 1773. Sa date et son lieu de décès sont inconnus, on ne sait pas non plus si le couple a eu des enfants. 